# يو كيس
يو كيس (بالإنجليزية:  U-KISS)‏، هي فرقة موسيقية كورية جنوبية نشأت عام 2008، تحت إدارة شركة إن إتش ميديا. اسم الفرقة هو اختصار لـ «نجوم كوريا المشهوررين العالميين»(Ubiquitous Korean International Idol Super Star).
تتكون الفرقة من القائد سوهيون (Shin Soohyun)، ايلي (Eli Kim)، كيفين (Kevin Woo)، كيسوب (Lee Kiseop)، وجيسوب «آي جاي» (Kim Jaeseop "AJ") وهوون (Yeo Hoon) الذين انضما عام 2011 عندما أنهت الشركة عقدها مع العضوين ألكساندر وكيم كيبوم. والعضو جون (Lee Jun Young) الذي انضم 2014 بعد رحيل العضو دونغهو (Shin Dongho).
اشتهرت الفرقة باغنية مان مان ها ني يو كيس في عام 2009 من البوم كونتي يو كيس يو كيس. فرقة يو كيس معروفة بشعبيتها الدولية، وخاصة في أمريكا اللاتينية حيث أجرت جولات عديدة. في عام 2010، أطلقوا ألبومهم كامل الطول لأول مرة «الوحيدة» Only One ‏ في 3 فبراير. وفي سبتمبر عام 2011، يو كيس اصدروا ثاني ألبوم كامل طول، «نيفرلاند» Neverland.
بدأوا لأول مرة رسميا في اليابان في عام 2011 مع الإفراج عن الاغنية «تيك توك» "Tick Tack ‏". والاغنية الثانية «العشق الممنوع» في حين كان أول ألبوم ياباني كامل الطول «حلم مشترك» A Shared Dream (2012). منذ أول ظهور ليو كيس، أصدرت الفرقة ثلاثة ألبومات كاملة الطول، عشرة ألبومات مصغرة والعديد من الاغاني المنفردة. شارك الفريق أيضا في مختلف برامج تلفزيونية واقعية وافلام.

## حياتهم

### 2008: قبل-بدايتهم وبدايتهم
كانت فرقة يو كيس أولا تتكون من ستة أعضاء في عام 2008. قبل ذلك، كانوا كيبوم وكيفن أعضاء في فرقة اكزينك (Xing) لكنهم تركوا الفريق في أوائل عام 2007. وقد تم اختيار أربعة أعضاء آخرين كل على حدة من خلال تجربات اداء إن إتش ميديا.
ظهروا يو كيس لأول مرة في اليابان في 15 آب، 2008 في "بوور اوف اتميكس 08" (Power of Atamix 08). بدأوا يو كيس أول مرة رسميا في كوريا الجنوبية يوم 28 أغسطس 2008 مع إطلاق أول ألبوم مصغر "الجيل الجديد" New Generation في 3 سبتمبر عام 2008 وكان الأداء المباشر الأول للأغنية "لست صغيرًا. Not Young على Mnet. على الرغم من أنهم كانوا قد بدأوا، اعتبروا يو كيس مشروع تعاوني بين اليابان وكوريا. شركة الترفيه الشعبية، المجموعة يوشيموتو في اليابان، استثمرت 150 مليار وون كوري على يو كيس لتشتهر عالميا. والسبب وراء ذلك هو جودتها كمجموعة مع أعضاء متعدد اللغات: الكسندر يمكن التحدث بسبع لغات بما فيها الإسبانية والبرتغالية والكانتونية واليابانية والماندرين والكورية والإنجليزية. ايلاي يجيد الإنكليزية والكورية والماندرين. دونغهو يمكن التحدث باللغة الكورية والماندرين. كيفن باللغة الكورية والإنجليزية في حين كيبوم يستطيعون التحدث الكورية واليابانية.

### 2009-10: «الوحيدة» (Only One)،برامج تلفزيونية واقعيةوأول حفل كبير
أفرج يو كيس للمرة الثانية ألبوم مصغر«إعادته إلى المدرسة القديمة» في عام 2009 مع أغنية رئسية عنوانها «أنا معجب بك» (I Like You) والتي نالت شعبية في تايلاند. وثالث ألبوم مصغر بعنوان «كونتي يو كيس» ContiUkiss أطلق مع ظهور لي كيسوب العضو السابع للفرقة. وأطلق كذلك الأغنية رئسية عنوانها «مان مان ها ني».
صدر الألبوم مصغر الرابع "وقت الاستراحة" Break Time ‏ عام 2010، جنبا إلى جنب مع الأغنية الرئسية عنوانها "اخرس!"."Shut Up! ‏. أصدر الفريق لأول مرة ألبوم كامل الطول «الوحيدة» Only One ‏ في 3 فبراير 2010 واحتلت بينغول بينغول Bingeul Bingeul. المرتبة الأولى في الفلبين. وتصدر الألبوم أيضا Hanteo، Hot Tracks، SYN-NARA وEvan Records في مجرد يوم.
ذهبوا يو كيس إلى ماليزيا ومنغوليا واليابان لترويج الألبوم. يو كيس روجوا الألبوم في الفلبين من خلال سلسلة من العروض في مراكز التسوق، حيث أنها باعت أكثر من 1,000 نسخة في يوم واحد الذي يكسر الرقم القياسي لأعلى مبيعات في إطلاق، مما اكسبهم مليون بيزو.
نظرا إلى النجاح الكبير، اقاموا أول حفل كبير في الفلبين واطلقوا عليها اسم «القبلة الأولى في مانيلا» يو كيس. بصرف النظر عن مهنة موسيقاهم، تألق يو كيس أيضا في برامج المنوعات الخاصة بهم مثل: كل شيء عن يو كيس All About U-KISS، 'يو كيس مصاص الدماء' ‘’UKISS Vampire’’ 'و' 'قبلة الشيف' ‘’Chef Kiss’’ وفي نفس الوقت ظهروا أيضا في برامج أخرى. انضم كيفن والكسندر إلى أريرانغ قناة أريرانغ إذاعي «بوبس ان سيول» Pops in Seoul يقدمون «كل شيء عنك» وظهروا أيضا في أغنية «برايف بروذرز»(Brave Brothers)، «وأخيرا»Finally. كما أصبح إيلي مقدم برنامج MBC، فيوجن Fusion. اما العضو الجديد لي كيسوب شارك في برنامج تلفيزيوني واقعي Uljjang Shidae 2 (Pretty Boys and Girls Season 2)  (بنين جميلة والبنات الموسم 2). ظهر شين دونغهو أيضا في العديد من البرامج، فريق البيسبول الذي لا يقهرThe Invincible Baseball Team، أيدول Maknae المتمرد Idol Maknae Rebellion وفستاني الأسود القصير My Black Mini Dress. كيبوم جنبا إلى جنب مع ايلي، تألقوا أيضا في الدراما التايلاندي «مصير الخريف» Autumn's Destiny حيث كانت الأصوات مدبلجة ويرجع ذلك إلى حقيقة أنهم لا يمكن لهم التحدث باللغة التايلاندية.

### 2011-2012: اليابان، نيفرلاند، جولة ودورادورا
ألغي ألبوم الولايات المتحدة بسبب إنهاء عقد العضوين، الكسندر وكيبوم، وتركهما للفرقة في عام 2011. حل محلهما عضو «باران» السابق كيم جيسوب والفنان المنفرد السابق يو هوون مين. بعد انضمام جيسوب وهوون، يو كيس أفرجوا ألبومهم الخامس المصغر، بران نيو كيس Bran New Kiss، والأغنية الجديدة، "0330". يو كيس أفرجوا ثاني ألبوم كامل طول، نيفرلاند Neverland، في أيلول (سبتمبر) مع الأغنيتين المنفردتين «نيفرلاند» و«يوما ما» "Someday". الدي في دي، أيام في اليابان U-KISS Days in Japan، إحتل على المركز رقم 8 على الرسم البياني اليومي لأوريكون نشرت في 30 مارس 2012. ومجموعة ألبوم بعنوان القبلة الأولى إحتل على المركز الثاني على الرسم البياني اليومي لأوريكون في يوم صدوره. أطلقوا سراح أيضا نسخة يابانية ل«بران نيو كيس» في 24 أغسطس، 2011. أصدرت الفرقة ألبومهم الياباني الأول، تيك توك Tick Tack ‏، والألبوم الياباني الثاني، الحب الممنوع Forbidden Love، في وقت واحد مع لأول ألبوم ياباني كامل الطول، حلم مشترك A Shared Dream. إحتل الألبوم على المركز الثاني والسادس على التوالي.
في عام 2012 أنها شاركوا في الحفل البنك الموسيقى ميوزيك بانك الذي عقد في باريس، فرنسا. وأصبحت الفرقة أول فرقة كي بوب تقوم بأداء في كولومبيا للاحتفال ب لوس 40 برينسيبالس Los 40 Principales عام 2012 جنبا إلى جنب مع النجمة شاكيرا.
اقامت الفرقة جولة غنائية التي نفدت تذاكرها واطلق عليها اسم «أول جولة مباشرة ليو كيس في اليابان 2012» U-KISS 1st Japan Live Tour 2012 في مارس اذار والتي عقدت في قاعة زيب في جميع أنحاء اليابان. واستمرت هذه الجولة من 2 مارس 2012، إلى 25 مارس 2012. وفي الأسبوع الثاني من حزيران، نفدت تذاكر عرضين إضافيين.
في عام 2012، تم اختيار يو كيس كرقم 1 فرقة هاليو للمشاهدة في اليابان Hallyu group to watch out، في حين اختير كيفن هاليو ستار الأكثر حظا في عام 2012 Luckiest Hallyu Star of 2012.
أطلقوا سراح الألبوم 6 مصغر في كوريا الجنوبية، DoraDora في 25 أبريل، 2012. في شهر ماي 2012، اكتسبت DoraDora المركز الأول على الألماني الرسم والموسيقى الآسيوية في ألمانيا German Asian Music Chart. كما أطلقوا مجموعة الألبوم مصغر 7 أو الألبوم خاص، والخاص بالكسمي "The Special to KissMe" في حزيران 5. وصدر الثاني واحد "تي آمو" "Te Amo" في 1 يونيو 2012 على مختلف مواقع الموسيقى التي احتلت على الفور المركز الرابع على 'Soribada ". أطلقوا يو كيس ثالث أغنية يابانية، "صديقي العزيز" في 5 يوليو 2012. كما إنه استخدمت أغنية لأنيمي الياباني، ليلة عاصفة (سر الأصدقاء).
وبصرف النظر عن إطلاق الألبومات، تم تعيين الفرقة أيضا لأداء جنبا إلى جنب مع Girls Generation وSHINEE في حفل كي بوب الأمة في ماكاو عام 2012 K-POP Nation Concert in Macao 2012. وقد قبل العضو كيم جيسوب في جامعة كولومبيا في الولايات المتحدة الأمريكية في عام 2011. وقدم أعلن في 29 يوليو، عام 2012 في جولة يابانية ان جيسوب سيكون في توقف لمدة 5 أشهر، لن يكون حاضرا في أنشطة يو كيس بدءا من أغسطس لتركيز على دراسته. واعلنت NH الإعلام، ان جيسوب سيعود في أوائل عام 2013، وفي الوقت نفسه، عودة يو كيس في سبتمبر يضم 6 أعضاء فقط. وقبل رحيل مؤقت لجيسوب من يو كيس، حضرت الفرقة حفل افتتاح في استاد طوكيو الوطني أي-نايشن. وفي 9 أغسطس 2012 تمثلت الفرقة كوريا في آسيا، وهي جزء من أنشطة أي-نايشن، وهو أكبر مهرجان موسيقي في اليابان. الفرقة أيضا غنوا في 26 أغسطس عام 2012 مع هاماساكي ايومي، آم-فلو وBig Bang في ملعب أجينوموتو.
كان محطة يوكيس الاخيرة من جولة اليابان في بودوكان حيث أنها نالت 10,000 جمهور. وفي الوقت نفسه، أصدروا أغنية منفردة يابانية رابعة، واحد منكم يوم 5 سبتمبر، 2012. وفي الأسبوع الأول، احتلت الرقم 1 على الرسم البياني الأسبوعي تور ركورد Tower Records. وفي 20 سبتمبر أصدروا ألبوم مصغر ال7 «قفي يا فتاة» Stop Girl وروجوها بنشاط في 10 دولة من بينها تايلاند والفلبين والولايات المتحدة الأمريكية والصين.
تلقوا يو كيس على جائزة الإنجاز الخاصة تقديرا لمساهمتهم في موجة هاليو Hallyu Wave. حضرت الفرقة في احتفال أريرانغ TV للوصول لأكثر من 100 مليون عميل. في هذا الحدث، منح ليو كيس «جائزة الإنجاز هاليو الخاصة» من وزير وزارة الثقافة والرياضة والسياحة.
أفرجوا يو كيس عن الأغنية المنفردة اليابانية الخامسة، «المسافة» في 12 ديسمبر عام 2012.

## الألبومات
new generation عام 2008
bring it back to old school عام 2009
contilukiss عام 2009
only you عام 2010
break time عام 2010
bran new kiss عام 2011
neverland عام 2011
stop girl عام 2012
distance عام 2012
MOMENT عام 2013

## البرامج وبرامج الواقع
all about u-kiss
u know u-kiss
u-kiss vampire
chef's u-kiss
u-kissme

## وصلات خارجية
- يو كيس على موقع ميوزك برينز (الإنجليزية)
- يو كيس على موقع ديسكوغز (الإنجليزية)